# Hitoshi Ashida
Hitoshi Ashida (Japans: 芦田均, Ashida Hitoshi) (Fukuchiyama, 15 november 1887 - Tokio, 20 juni 1959) was een Japans politicus.
Hitoshi Ashida werd na zijn studie diplomaat, van 1932 tot 1940 was hij lid van het Japanse parlement voor de partij Rikken Seiyūkai. Na de Tweede Wereldoorlog werd hij op 1 juni 1947 minister van Buitenlandse Zaken en op 10 maart 1948 werd hij minister-president van Japan. Een half jaar later raakt Ashida met twee van zijn ministers verzeild in een corruptieschandaal (het Showa Denko-schandaal; 昭和電工事件, Shōwa Denkō Jiken) en zijn regering was genoodzaakt om af te treden. Hij werd in staat van beschuldiging gesteld, maar in de rechtszaak die volgde vrijgesproken. Na de rechtszaak kwam hij terug in het parlement. In 1958 werd hij volledig gerehabiliteerd. Hij overleed een jaar later.
Ito Hirobumi · Kuroda Kiyotaka · Sanetomi Sanjo · Yamagata Aritomo · Matsukata Masayoshi · Ito Hirobumi · Kuroda Kiyotaka · Matsukata Masayoshi · Ito Hirobumi · Okuma Shigenobu · Yamagata Aritomo · Ito Hirobumi · Saionji Kinmochi · Katsura Tarō · Saionji Kinmochi · Katsura Tarō · Saionji Kinmochi · Katsura Tarō · Yamamoto Gonnohyōe · Ōkuma Shigenobu · Terauchi Masatake · Hara Takashi · Uchida Kosai · Takahashi Korekiyo · Katō Tomosaburō · Uchida Kosai · Yamamoto Gonnohyōe · Kiyoura Keigo · Katō Takaaki · Wakatsuki Reijirō · Tanaka Giichi · Osachi Hamaguchi · Kijūrō Shidehara · Osachi Hamaguchi · Wakatsuki Reijirō · Inukai Tsuyoshi · Takahashi Korekiyo · Saitō Makoto · Keisuke Okada · Fumio Gotō · Keisuke Okada · Kōki Hirota · Senjūrō Hayashi · Fumimaro Konoe ·
Hiranuma Kiichirō · Nobuyuki Abe · Mitsumasa Yonai · Fumimaro Konoe · Hideki Tojo · Kuniaki Koiso · Kantarō Suzuki · Prins Higashikuni Naruhiko · Kijūrō Shidehara · Shigeru Yoshida · Tetsu Katayama · Hitoshi Ashida · Shigeru Yoshida · Ichirō Hatoyama · Tanzan Ishibashi · Nobusuke Kishi · Tanzan Ishibashi · Nobusuke Kishi · Hayato Ikeda · Eisaku Satō · Kakuei Tanaka · Takeo Miki · Takeo Fukuda · Masayoshi Ōhira · Masayoshi Ito · Zenko Suzuki · Yasuhiro Nakasone · Noboru Takeshita · Sōsuke Uno · Toshiki Kaifu · Kiichi Miyazawa · Morihiro Hosokawa · Tsutomu Hata · Tomiichi Murayama · Ryutaro Hashimoto · Keizo Obuchi · Mikio Aoki · Keizo Obuchi · Yoshiro Mori · Junichiro Koizumi · Shinzo Abe · Yasuo Fukuda · Taro Aso · Yukio Hatoyama · Naoto Kan · Yoshihiko Noda · Shinzo Abe · Yoshihide Suga · Fumio Kishida ·  Shigeru Ishiba
- CiNii: DA00176211
- International Standard Name Identifier: 0000 0000 8220 8016
- Library of Congress Control Number: n85343517
- Bibliotheek van het Japanse parlement: 00003910
- Nederlandse Thesaurus van Auteursnamen: 258676493
- SNAC: w67f94t9
- Système universitaire de documentation: 121725715
- Virtual International Authority File: 38375060
- WorldCat: E39PBJB4bFcX4FTxD7qrQrW4bd